# Georges Ribot
Pour les articles homonymes, voir Ribot.
Le Docteur Georges Ribot est un médecin et homme politique français né à Beaucaire (Gard) le 18 mai 1875 et mort à Marseille le 18 novembre 1954.
Directeur du Service sanitaire de Saint-Nazaire, il sera élu au conseil municipal de la ville avant de prendre la tête du Service de Santé Maritime de Marseille.
Membre du parti radical-socialiste, il est élu maire de Marseille le 10 mai 1931. Sous son mandat se déroule l'assassinat du roi Alexandre Ier et de Louis Barthou. Il quitte le pouvoir le 18 mai 1935.